# Alstroemeria andina
Alstroemeria andina es una especie fanerógama, herbácea, perenne y rizomatosa perteneciente a la familia de las alstroemeriáceas. 

## Distribución
Es originaria del norte de Chile y del oeste de Argentina (provincia de San Juan).
Presenta dos subespecies. La subespecie típica, Alstroemeria andina subsp. andina, del norte de Chile y Alstroemeria andina subsp. venustula (sin.: A. venustula) cuya distribución, más amplia, llega hasta Argentina.

## Taxonomía
Alstroemeria andina fue descrita por  Rodolfo Amando Philippi, y publicado en Linnaea 29: 69. 1858
Etimología
Alstroemeria: nombre genérico que fue nombrado en honor del botánico sueco barón Clas Alströmer (Claus von Alstroemer) por su amigo Carlos Linneo. 
andina: epíteto geográfico que alude a su localización en la Cordillera de los Andes.